# Gefleckte Kammratte
Die Gefleckte Kammratte (Ctenomys latro) ist eine Art der Kammratten. Die Art ist endemisch im Nordwesten Argentiniens in der Provinz Tucumán verbreitet.

## Merkmale
Die Gefleckte Kammratte erreicht eine Kopf-Rumpf-Länge von 16,1 bis 17,2 Zentimetern; weitere Angaben liegen nicht vor. Es handelt sich damit um eine kleine bis mittelgroße Art der Gattung. Der Rücken, die Körper- und auch die Kopfseiten sind sandfarben braun, die Kopfoberseite und das Gesicht sind dunkler braun. Die Bauchseite ist heller sandfarben und die Kehle ist weiß mit einem dunklen Fleck. Der Schwanz ist oberseits dunkelbraun, an den Seiten und der Unterseite allerdings hell sandbraun.
Der Schädel ist abgeflacht mit einem schmalen Hirnschädel und die Schnauzenregion ist ungewöhnlich breit ausgebildet. Sie besitzt vergleichsweise breite Nasenbeine, die nach hinten abrupt und rechtwinklig abgeschnitten sind. Die Jochbögen sind weit ausladend, ihr vorderer Bereich ist jedoch vergleichsweise kurz. Die Paukenblasen sind klein, jedoch deutlich aufgeblasen.
Der Karyotyp besteht aus einem doppelten Chromosomensatz von 2n = 40 oder 42 (FN=44) Chromosomen.

## Verbreitung
Das Verbreitungsgebiet der Gefleckten Kammratte ist auf den Nordwesten von Argentinien beschränkt, wo die Art endemisch vorkommt und nur in der Provinz Tucumán nachgewiesen ist. Die Höhenverbreitung liegt bei 600 bis 1100 Metern.

## Lebensweise
Über die Lebensweise der Art liegen kaum Informationen vor. Sie lebt wie alle Kammratten weitgehend unterirdisch in Gangsystemen und ernährt sich vegetarisch von der verfügbaren Vegetation. Der Lebensraum im Chaco ist geprägt durch offene Trockenwaldgebiete mit trockenen und steinigen Böden.

## Systematik
Die Gefleckte Kammratte wird als eigenständige Art innerhalb der Gattung der Kammratten (Ctenomys) eingeordnet, die aus etwa 70 Arten besteht. Die wissenschaftliche Erstbeschreibung der Art stammt von dem britischen Naturforscher Oldfield Thomas aus dem Jahr 1918, der sie anhand eines Individuums aus Tapia, etwa 20 Kilometer nördlich von San Miguel de Tucumán, beschrieb. Aufgrund ihres Verbreitungsgebiets und des Karyotyps wird die Art einer Artengruppe verschiedener Arten der Chaco-Region zugeordnet; teilweise wurde sie auch als Art der  tucumanus-Gruppe um die Tucumán-Kammratte (Ctenomys tucumanus) betrachtet. Teils wurde die Gefleckte Kammratte als Synonym oder als Unterart der Mendoza-Kammratte (Ctenomys mendocinus) angesehen.
Innerhalb der Art werden neben der Nominatform keine Unterarten unterschieden.

## Status, Bedrohung und Schutz
Die Gefleckte Kammratte wird von der International Union for Conservation of Nature and Natural Resources (IUCN) als bedroht („endangered“) eingeordnet. Begründet wird die Einordnung durch das sehr kleine bekannte Verbreitungsgebiet von weniger als 28 km2 und die Zersplitterung der Population sowie die Bedrohung der Lebensräume. Die Hauptbedrohungen für diese Art sind der Verlust von Lebensräumen durch die Ausbreitung von landwirtschaftlichen Flächen.

## Belege
1. 1 2 3 4 5 6 7 8 9  Mottled Tuco-tuco. In: T.R.O. Freitas: Family Ctenomyidae In: Don E. Wilson, T.E. Lacher, Jr., Russell A. Mittermeier (Herausgeber): Handbook of the Mammals of the World: Lagomorphs and Rodents 1. (HMW, Band 6) Lynx Edicions, Barcelona 2016, S. 517. ISBN 978-84-941892-3-4.
2. 1 2 3 4  Ctenomys latro in der Roten Liste gefährdeter Arten der IUCN 2019. Eingestellt von: C.J. Bidau, 2016. Abgerufen am 18. April 2020.
3. 1 2 3   Ctenomys latro. In: Don E. Wilson, DeeAnn M. Reeder (Hrsg.): Mammal Species of the World. A taxonomic and geographic Reference. 2 Bände. 3. Auflage. Johns Hopkins University Press, Baltimore MD 2005, ISBN 0-8018-8221-4.